# 劉方慈
劉方慈（1987年2月7日—）臺灣新聞主播、主持人。現任民視新聞台主播、深度人物專訪節目《新聞觀測站》主持人、民視台灣台《世界大舞台》主播；另外，主持非帶狀談話性節目，領域包含政治、科技新創、及專題報導節目。

## 簡歷
2013年擔任記者採訪時，因外型與身材亮眼，成為現場媒體另類焦點，曝光「星妹」身份。
2014年兼任主播，播報時，側身被形容「海遮歐亞板塊」，網友封為隱乳主播。
劉方慈向來敬業低調，臉書發文大多與新聞工作有關，不會貼修過頭的奇蹟美照騙讚，鮮少提及明星姊姊劉香慈。
劉方慈曾在民視八點檔戲劇中，客串新聞播報員，除此之外，還拍攝司法院、法務部、刑事局等廣告，並擔任公益活動主持人。

## 學歷
- 國立臺灣大學政治學研究所 EMPA
- 國立臺灣師範大學社會教育學系新聞組校際學分課程
- 國立臺灣科技大學工業管理學系
- 國立臺中科技大學國際貿易系

## 經歷
- 廣達電腦專案管理PM
- 政治線記者、生活線記者、整點新聞主播、氣象主播、台語主播、政論節目主持人、專題節目主持人

## 主持作品
- 民視新聞觀測站人物專訪節目
- 工研院科技新知人物訪問節目

### 新聞與節目
| 頻道       | 節目                     | 身份           | 播出時間              | 主持日期             | 備註     |
| 民視新聞台 | 《整點新聞》             | 氣象主播       |                       | 2013.11~2014.2       |          |
| 民視新聞台 | 《整點新聞》             | 台語主播       | 每周六15:00           | 2014.9~2015.3        |          |
| 民視新聞台 | 《周末夜線新聞》         | 主播           | 每周日00:00           | 2014.9~2015.3        |          |
| 民視新聞台 | 《晚間新聞》             | 主播           |                       |                      |          |
| 民視新聞台 | 《九點不一樣》           | 主播           | 每周六21:00           | 2014.9~2015.3        |          |
| 民視新聞台 | 《晚間新聞搶先報》       | 主播           | 周一至周五17:45~18:30 | 2015.4開始周一至周五 | 目前時段 |
| 民視新聞台 | 《新聞觀測站》           | 主持人         | 每週六17:00~17:45     | 2024.10.12開始週六   | 目前時段 |
| 民視台灣台 | 《晚間十點新聞》         | 主播           | 22:00                 | 2015.9~2016.5        |          |
| 民視新聞台 | 《夜線新聞》             | 主播           | 周一至周五22:58~23:12 | 2015.4~2019          |          |
| 民視新聞台 | 《夜線新聞》             | 主播           | 周一至周五22:58~23:58 | 2019~2020.1          |          |
| 民視新聞台 | 《午夜新聞》             | 主播           | 周一至周五23:58~00:58 | 2015.4~2020.5.29     |          |
| 民視新聞台 | 《大家講看嘜》           | 政論節目主持人 | 14:00                 |                      |          |
| 民視新聞台 | 《民視異言堂》           | 節目主持人     | 22:00~23:00           | 2015.6.6             |          |
| 民視台灣台 | 《青春異言堂》           | 專題節目主持   |                       | 2015.1~2017.9        |          |
| 民視新聞台 | 《台灣學堂》             | 引言人         | 每周日09:00           | 2016.5~2017.7        |          |
| 民視台灣台 | 2018台灣燈會閉幕典禮     | 主持人         | 18:00~22:30           | 2018.3.11            |          |
| 民視新聞台 | 《科技 創世代》          | 主持人         | 每周六                | 2018.8~2018.12       |          |
| 民視台灣台 | 《台灣看世界》           | 主播           | 周一至周五19:57~20:50 | 2020.1開始周一至周五 | 目前時段 |
| 民視新聞台 | 《民視四點新聞》         | 主播           | 周二至周五15:58~16:30 | 2020.6開始周二至周五 | 目前時段 |
| 民視新聞台 | 《民視國際新聞》         | 主播           | 周二至周五16:30~16:55 | 2020.6開始周二至周五 | 目前時段 |
| 民視台灣台 | 2021阿里山日出印象音樂會 | 主持人         | 04:30~07:30           | 2021.1.1             |          |

### 活動主持
| 單位                           | 活動名稱                             | 身份   | 日期 | 日期       | 備註 |
| 悠遊卡公司-唐氏症基金會        | 公益記者會                           | 主持人 |      | 2015.10    |      |
| 司法院                         | LINE上司法啟用儀式                   | 主持人 |      | 2017.8.8   |      |
| 農委會                         | 第11屆農金獎                         | 主持人 |      | 2017.9.4   |      |
| 桃園市政府                     | 106年桃園樂活重陽季                  | 主持人 |      | 2017.9.21  |      |
| 教育部                         | 宜蘭全運會主題曲發布會               | 主持人 |      | 2017.10.12 |      |
| 桃園國際機場                   | 桃園國際機場計程車共乘服務啟動說明會 | 主持人 |      | 2018.1.12  |      |
| 刑事局                         | 年度反毒宣導                         | 宣導人 |      | 2018.6     |      |
| 交通部高速公路局               | 年節國道疏運措施宣導                 | 宣導人 |      | 2018       |      |
| 中選會                         | 九合一大選公投宣導                   | 宣導人 |      | 2018.11    |      |
| 司法院                         | 司法影展記者會                       | 主持人 |      | 2018.11.29 |      |
| 司法院                         | 司法金馬影展記者會                   | 主持人 |      | 2019.10.24 |      |
| 中華民國棒球協會               | 洲際棒球場12強預賽台日大戰           | 主持人 |      | 2019.11.7  |      |
| 內政部                         | 新住民年菜活動記者會                 | 主持人 |      | 2020.1.24  |      |
| 內政部                         | 牛年揮毫記者會                       | 主持人 |      | 2020.1.24  |      |
| 交通部觀光局                   | 阿里山日出印象音樂會                 | 主持人 |      | 2021.1.1   |      |
| 中華民國類風濕性關節炎之友協會 | 微電影發布記者會                     | 主持人 |      | 2021.10.12 |      |
| 台灣社會福利總盟               | 年度感恩晚宴                         | 主持人 |      | 2021.12.29 |      |
| 嘉義縣政府                     | 阿里山日出印象音樂會                 | 主持人 |      | 2022.1.1   |      |
| 內政部                         | 新住民年菜活動記者會                 | 主持人 |      | 2022.1.18  |      |
| 內政部                         | 虎年揮毫記者會                       | 主持人 |      | 2022.1.18  |      |
| 嘉義縣政府                     | 阿里山日出印象音樂會                 | 主持人 |      | 2022.1.1   |      |
| 交通部觀光局                   | 阿里山日出印象音樂會                 | 主持人 |      | 2023.1.1   |      |
| 嘉義縣政府                     | 阿里山日出印象音樂會                 | 主持人 |      | 2024.1.1   |      |
| 雲林縣政府                     | 國慶焰火晚會                         | 主持人 |      | 2024.10.10 |      |
| 交通部觀光局                   | 阿里山日出印象音樂會                 | 主持人 |      | 2025.1.1   |      |
| 國立臺灣科技大學校友總會       | 台科五十典禮                         | 主持人 |      | 2025.3.22  |      |

## 廣告
- 2017【法院聯合服務中心廣告-便當篇】(劉方慈、陳昊森)
- 2018【ADR-不錯的選擇篇】(劉方慈、陳昊森)
- 2019【勞動事件法--完整版篇】(劉方慈、陳昊森)

## 獲獎
- 國立台中科技大學114學年度傑出校友
- 國立臺灣科技大學114學年度管理學院傑出院友
- 國立臺灣科技大學112學年度工業管理系傑出系友

## 演出作品

### 電視劇
- 2017民視無線台八點檔《幸福來了》客串新聞播報員
- 2019民視無線台八點檔《多情城市》 EP 219 客串新聞播報員